# Тарпоны
Тарпоны (лат. Megalops) — род рыб в монотипическом семействе тарпоновых (Megalopidae). Это крупные прибрежные рыбы, которых добывают ловлей на удочку. Внешне тарпоны напоминают крупных сельдей, однако не состоят с ними даже в отдалённом родстве.

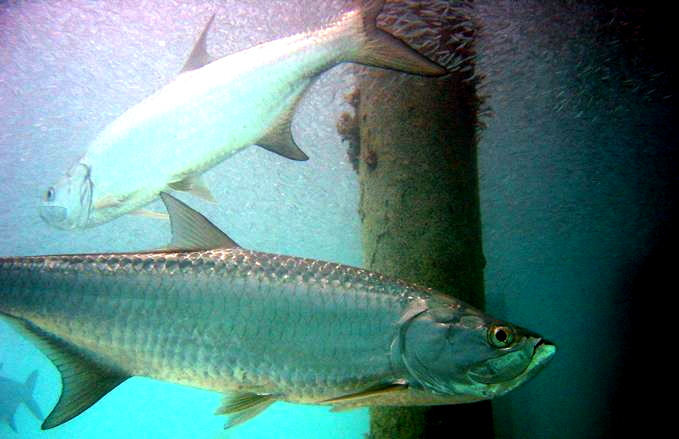
Атлантический тарпон

Длина тела тарпонов может достигать 2,5 метров, а масса — 160 кг. При плавании в воде, бедной кислородом, тарпоны могут получать воздух, выныривая на поверхность. Их личинки-лептоцефалы напоминают личинок угреобразных, они так же плавают у поверхности до того, как примут взрослую форму.
У тарпонов продолговатое, сжатое с боков тело, покрыто крупной циклоидной чешуёй. Лучей жаберной перепонки 23—27. Рот большой, косой, полуверхний, нижняя челюсть слегка выступает вперёд, верхняя челюсть достигает до вертикали середины глаза. Имеются мелкие зубы на челюстях, сошнике, нёбных костях, языке. Расположенный в средней части спины спинной плавник имеет 13—21 луч, последний луч сильно удлинён. В анальном плавнике 22—29 лучей, последний луч слегка удлинен. Брюшные плавники расположены на уровне передних лучей спинного плавника, в них 10—11 лучей. Хвостовой плавник вильчатый. Боковая линия с ветвящимися трубочками, насчитывает 39—48 чешуй. Позвонков 67—68. Ложножабры отсутствуют. Имеется артериальный конус с двумя рядами клапанов.
Спинная поверхность серебристо-синяя, бока серебристые.
Название рода Megalops происходит от греч. μέγας — «огромный» и ὄψ — «глаз».
Тарпоновые являются объектами промыслового и спортивного лова.

## Классификация
В состав рода включают два вида, один из которых распространён в Атлантическом океане, а второй — в Индо-Тихоокеанском регионе.
- Атлантический тарпон (Megalops atlanticus)
- Индо-тихоокеанский тарпон (Megalops cyprinoides)